# Os Mundi
Os Mundi war eine deutsche Krautrockband, die in West-Berlin zwischen 1969 und 1975 bestand.
Die Band ging aus den Safebreakers (1962–66, Single: Hey Girl / Patsy Girl) bzw. der Gruppe Orange Surprise hervor. Die Gruppe orientierte sich zunächst an psychedelischem und Progressive Rock und veröffentlichte als Sextett (mit Gästen) eine Latin Mass (1970). Sie öffnete sich beim von Conny Plank produzierten zweiten Album 43 Minuten weiter in den Fusionsbereich. Das dritte Album, das im Wesentlichen 1975 für den Rundfunk, z. T. mit Gästen von Agitation Free eingespielt wurde, wurde erst 2008 veröffentlicht. Zwischen 1976 und 1980 traf sich die Band einmal im Jahr für ein ausverkauftes Reunion-Konzert im Quartier Latin.